# Division 1 1994-95
La Division 1 1994-95 fue la 55.ª temporada del fútbol francés profesional. FC Nantes resultó campeón con 79 puntos y solo una derrota, ganó su séptimo título.

## Equipos participantes
| Equipo                 | Ciudad        | Estadio                 |
| ---------------------- | ------------- | ----------------------- |
| AJ Auxerre             | Auxerre       | L'Abbé-Deschamps        |
| SC Bastia              | Bastia        | Armand Cesari           |
| FCG Bordeaux           | Burdeos       | Parc Lescure            |
| SM Caen                | Caen          | De Venoix               |
| AS Cannes              | Cannes        | Pierre de Coubertin     |
| Le Havre AC            | El Havre      | Jules Deschaseaux       |
| RC Lens                | Lens          | Félix Bollaert          |
| Lille OSC              | Lille         | Grimonprez Jooris       |
| Olympique de Lyon      | Lyon          | Gerland                 |
| FC Martigues           | Martigues     | Francis Turcan          |
| FC Metz                | Metz          | Saint-Symphorien        |
| AS Monaco FC           | Mónaco        | Luis II                 |
| Montpellier HSC        | Montpellier   | La Mosson               |
| FC Nantes              | Nantes        | La Beaujoire            |
| OGC Nice               | Niza          | Stade du Ray            |
| Paris Saint-Germain    | París         | Parque de los Príncipes |
| Stade Rennes           | Rennes        | Route de Lorient        |
| AS Saint-Étienne       | Saint-Étienne | Geoffroy-Guichard       |
| FC Sochaux-Montbéliard | Sochaux       | Auguste Bonal           |
| RC Strasbourg          | Estrasburgo   | La Meinau               |

## Tabla de posiciones
| Pos. | Equipo                  | Pts. | PJ | G  | E  | P  | GF | GC | Dif. | Clasificación                                 |
| ---- | ----------------------- | ---- | -- | -- | -- | -- | -- | -- | ---- | --------------------------------------------- |
| 1    | Nantes (C)              | 79   | 38 | 21 | 16 | 1  | 71 | 34 | +37  | Clasificado a la Liga de Campeones de la UEFA |
| 2    | Lyon                    | 69   | 38 | 19 | 12 | 7  | 56 | 38 | +18  | Clasificado a la Copa de la UEFA              |
| 3    | Paris Saint-Germain     | 67   | 38 | 20 | 7  | 11 | 58 | 41 | +17  | Clasificado a la Recopa de Europa             |
| 4    | Auxerre                 | 62   | 38 | 15 | 17 | 6  | 59 | 34 | +25  | Clasificado a la Copa de la UEFA              |
| 5    | Lens                    | 59   | 38 | 15 | 14 | 9  | 48 | 44 | +4   | Clasificado a la Copa de la UEFA              |
| 6    | Monaco                  | 57   | 38 | 15 | 12 | 11 | 60 | 39 | +21  | Clasificado a la Copa de la UEFA              |
| 7    | Bordeaux                | 57   | 38 | 16 | 9  | 13 | 52 | 47 | +5   | Clasificado a la Copa Intertoto de la UEFA    |
| 8    | Metz                    | 56   | 38 | 16 | 8  | 14 | 50 | 44 | +6   | Clasificado a la Copa Intertoto de la UEFA    |
| 9    | Cannes                  | 53   | 38 | 15 | 8  | 15 | 56 | 48 | +8   | Clasificado a la Copa Intertoto de la UEFA    |
| 10   | Strasbourg              | 51   | 38 | 13 | 12 | 13 | 43 | 43 | 0    | Clasificado a la Copa Intertoto de la UEFA    |
| 11   | Martigues               | 51   | 38 | 13 | 12 | 13 | 37 | 49 | −12  |                                               |
| 12   | Le Havre                | 49   | 38 | 12 | 13 | 13 | 46 | 49 | −3   |                                               |
| 13   | Rennes                  | 48   | 38 | 12 | 12 | 14 | 53 | 55 | −2   |                                               |
| 14   | Lille                   | 48   | 38 | 13 | 9  | 16 | 29 | 44 | −15  |                                               |
| 15   | Bastia                  | 44   | 38 | 11 | 11 | 16 | 44 | 56 | −12  |                                               |
| 16   | Nice                    | 43   | 38 | 11 | 10 | 17 | 39 | 52 | −13  |                                               |
| 17   | Montpellier             | 41   | 38 | 9  | 14 | 15 | 38 | 53 | −15  |                                               |
| 18   | Saint-Étienne           | 38   | 38 | 9  | 11 | 18 | 45 | 55 | −10  |                                               |
| 19   | Caen (D)                | 36   | 38 | 10 | 6  | 22 | 38 | 58 | −20  | Descenso a Division 2                         |
| 20   | Sochaux-Montbéliard (D) | 23   | 28 | 6  | 5  | 17 | 29 | 68 | −39  | Descenso a Division 2                         |

 Fuente: Ligue 1
Notas:
1. ↑  Saint-Étienne permaneció en Division 1 ya que el Olympique de Marseille, campeón de la Division 2 1994-95, no pudo ascender por tener problemas financieros.

## Resultados
| Local \ Visitante   | AUX | BAS | BOR | CAE | CAN | HAV | LEN | LIL | LYO | MAT | MET | MOC | MOT | NAT | NIC | PSG | REN | STE | SOC | STR |
| ------------------- | --- | --- | --- | --- | --- | --- | --- | --- | --- | --- | --- | --- | --- | --- | --- | --- | --- | --- | --- | --- |
| Auxerre             | —   | 2–1 | 1–0 | 1–1 | 3–0 | 1–1 | 3–0 | 2–0 | 0–0 | 3–0 | 1–1 | 2–2 | 0–1 | 1–2 | 3–0 | 1–1 | 2–2 | 3–0 | 4–0 | 1–0 |
| Bastia              | 0–1 | —   | 0–0 | 1–0 | 6–3 | 3–2 | 1–3 | 3–1 | 0–1 | 2–0 | 0–3 | 0–2 | 1–1 | 2–2 | 1–1 | 1–2 | 1–2 | 2–1 | 1–0 | 0–1 |
| Bordeaux            | 3–1 | 1–0 | —   | 2–0 | 0–2 | 0–1 | 1–2 | 1–0 | 1–1 | 1–1 | 4–2 | 0–3 | 2–0 | 1–1 | 1–0 | 3–0 | 2–1 | 2–1 | 2–1 | 2–0 |
| Caen                | 1–5 | 2–1 | 4–2 | —   | 0–1 | 2–2 | 0–0 | 2–0 | 0–1 | 0–1 | 2–0 | 0–1 | 1–0 | 0–2 | 0–0 | 1–2 | 5–1 | 3–0 | 3–1 | 4–0 |
| Cannes              | 3–1 | 0–0 | 2–0 | 1–0 | —   | 2–2 | 2–0 | 0–0 | 5–1 | 0–1 | 1–0 | 2–2 | 3–0 | 0–1 | 2–0 | 3–2 | 0–1 | 4–1 | 0–0 | 2–2 |
| Le Havre            | 1–4 | 2–2 | 1–1 | 1–1 | 1–0 | —   | 2–3 | 0–1 | 2–0 | 1–0 | 0–3 | 1–0 | 1–2 | 0–0 | 1–1 | 0–0 | 4–0 | 2–0 | 2–0 | 1–0 |
| Lens                | 1–1 | 3–0 | 2–1 | 2–0 | 0–2 | 1–1 | —   | 1–1 | 4–0 | 2–1 | 2–2 | 0–0 | 1–1 | 1–1 | 2–1 | 1–2 | 5–0 | 0–0 | 1–0 | 1–0 |
| Lille               | 0–0 | 3–0 | 1–0 | 1–1 | 0–3 | 1–1 | 3–1 | —   | 1–4 | 1–0 | 1–0 | 1–0 | 0–0 | 1–2 | 1–0 | 1–0 | 1–0 | 1–0 | 1–0 | 1–0 |
| Lyon                | 3–0 | 0–0 | 1–1 | 1–0 | 3–1 | 2–0 | 1–1 | 3–1 | —   | 3–0 | 1–0 | 3–1 | 2–1 | 1–1 | 1–1 | 2–0 | 3–0 | 1–0 | 4–0 | 1–0 |
| Martigues           | 2–1 | 5–2 | 1–0 | 4–1 | 0–0 | 2–1 | 0–0 | 1–0 | 2–0 | —   | 1–1 | 1–1 | 2–1 | 3–3 | 0–1 | 1–1 | 1–0 | 1–1 | 2–0 | 1–0 |
| Metz                | 1–1 | 1–2 | 2–3 | 4–0 | 3–2 | 2–1 | 3–1 | 1–1 | 2–1 | 0–0 | —   | 2–0 | 0–0 | 0–2 | 0–0 | 2–0 | 1–0 | 1–0 | 3–0 | 3–2 |
| Monaco              | 0–0 | 2–1 | 6–3 | 3–0 | 0–0 | 1–2 | 6–0 | 2–0 | 1–1 | 1–0 | 0–1 | —   | 2–0 | 2–2 | 0–2 | 2–1 | 0–0 | 0–0 | 3–1 | 3–1 |
| Montpellier         | 1–1 | 0–0 | 0–1 | 3–2 | 5–3 | 2–1 | 1–2 | 1–0 | 2–2 | 0–1 | 2–0 | 2–2 | —   | 2–2 | 0–0 | 0–3 | 0–1 | 3–2 | 1–0 | 1–1 |
| Nantes              | 0–0 | 0–0 | 3–3 | 2–1 | 2–1 | 3–2 | 3–0 | 3–0 | 1–1 | 3–0 | 3–1 | 3–3 | 3–2 | —   | 2–1 | 1–0 | 2–0 | 3–0 | 2–0 | 3–0 |
| Nice                | 1–3 | 1–2 | 0–2 | 0–1 | 2–1 | 0–2 | 1–1 | 1–0 | 1–2 | 1–1 | 1–0 | 3–1 | 0–0 | 1–3 | —   | 0–4 | 1–0 | 3–0 | 1–0 | 3–4 |
| Paris Saint-Germain | 1–1 | 3–0 | 0–0 | 2–0 | 2–1 | 2–2 | 1–0 | 3–0 | 4–1 | 3–0 | 3–0 | 1–0 | 3–1 | 0–2 | 2–3 | —   | 2–1 | 1–0 | 1–1 | 1–0 |
| Rennes              | 2–2 | 2–2 | 2–0 | 5–0 | 3–1 | 0–0 | 0–1 | 1–0 | 1–1 | 5–1 | 1–2 | 1–3 | 2–2 | 1–1 | 3–1 | 4–0 | —   | 2–2 | 2–1 | 1–1 |
| Saint-Étienne       | 1–1 | 1–2 | 2–1 | 2–0 | 1–0 | 4–1 | 1–2 | 3–3 | 1–1 | 3–0 | 0–1 | 1–0 | 4–0 | 1–1 | 3–3 | 1–3 | 1–1 | —   | 4–0 | 2–0 |
| Sochaux-Montbéliard | 0–1 | 1–3 | 1–4 | 2–0 | 2–1 | 0–1 | 1–1 | 3–0 | 1–2 | 1–1 | 4–2 | 0–5 | 2–0 | 0–0 | 0–1 | 1–2 | 1–3 | 2–0 | —   | 0–1 |
| Strasbourg          | 1–1 | 1–1 | 1–1 | 1–0 | 1–2 | 3–0 | 0–0 | 1–1 | 1–0 | 5–0 | 1–0 | 1–0 | 0–0 | 2–0 | 3–2 | 2–0 | 2–2 | 1–1 | 3–2 | —   |

Promovidos de la Division 2, quienes jugarán en la Division 1 1995/96:
- Olympique Marseille : campeón de la Division 2: debido a problemas financieros, Olympique Marseille permanece en la Division, AS Saint-Etienne no es relegado aunque terminó 18º.
- EA Guingamp : segundo lugar
- FC Gueugnon : tercer lugar

## Goleadores
| #  | Jugador               | Nacionalidad                    | Club               | Goles |
| -- | --------------------- | ------------------------------- | ------------------ | ----- |
| 1  | Patrice Loko          | Francia                         | FC Nantes          | 22    |
| 2  | Alain Caveglia        | Francia                         | Le Havre AC        | 20    |
| 3  | Nicolas Ouedec        | Francia                         | FC Nantes          | 18    |
| 4  | Florian Maurice       | Francia                         | Olympique Lyonnais | 15    |
| 4  | Marco Grassi          | Suiza                           | Stade Rennais      | 15    |
| 6  | Joël Tiéhi            | Costa de Marfil                 | RC Lens            | 14    |
| 6  | Youri Djorkaeff       | Francia                         | AS Monaco          | 14    |
| 8  | Ardian Kozniku        | Croacia                         | AS Cannes          | 13    |
| 8  | Didier Tholot         | Francia                         | FC Martigues       | 13    |
| 8  | Laurent Blanc         | Francia                         | AS Saint-Étienne   | 13    |
| 11 | Anto Drobnjak         | República Federal de Yugoslavia | SC Bastia          | 12    |
| 11 | Amara Simba           | Francia                         | SM Caen            | 12    |
| 11 | Japhet N'Doram        | Chad                            | FC Nantes          | 12    |
| 11 | Mohammed Chaouch      | Marruecos                       | OGC Nice           | 12    |
| 11 | Raí                   | Brasil                          | Paris SG           | 12    |
| 16 | Lilian Laslandes      | Francia                         | AJ Auxerre         | 11    |
| 16 | Celso Moreira Valdeir | Brasil                          | Bordeaux           | 11    |
| 16 | Christophe Horlaville | Francia                         | AS Cannes          | 11    |
| 16 | Cyrille Pouget        | Francia                         | FC Metz            | 11    |
| 16 | Sonny Anderson        | Brasil                          | AS Monaco          | 11    |
| 16 | David Ginola          | Francia                         | Paris SG           | 11    |
| 20 | Dan Petersen          | Dinamarca                       | AS Monaco          | 10    |
| 20 | Fabrice Divert        | Francia                         | Montpellier HSC    | 10    |